# 馮漢柱
馮漢柱，OBE（英語：Fung Hon-chu，1911年1月27日—1994年8月9日），香港企業家，前利豐集團主席及東華三院主席。

## 生平
馮漢柱祖籍鶴山古勞鎮。1911年生於廣州。他是利豐創辦人馮柏燎第三子，早年在港島生活，就讀育才書社（小學）和英皇書院。
1935年，馮漢柱返回香港。1937年，在香港正式註冊成立利豐分公司。
1943年馮柏燎辭世後，馮漢柱接掌利豐。在馮漢柱領導下，利豐業務日趨多元化。
1960年至1966年，馮漢柱獲香港政府委任為市政局議員。1962年起署理立法局議員。1964年至1970年獲委任為香港立法局非官守議員。1955年獲英女皇加冕榮譽獎章。1960年獲委任為太平紳士，1965年獲OBE勳銜。
1994年8月9日，馮漢柱在香港逝世，享年83歲。為表揚馮漢柱先生捐款資助政府資優教育，香港教育署將新成立的資優教育中心命名為馮漢柱資優教育中心。

## 家族
- 父：馮柏燎
- 夫人：李佩瑤
- 子：馮國經、馮國綸
- 女：馮佩熹、馮佩潔、馮佩玲